# Janice Lawrence
Janice Faye Lawrence, coniugata Braxton (Lucedale, 7 giugno 1962), è un'ex cestista e allenatrice di pallacanestro statunitense.

## Carriera
Alta 183 cm, giocava come ala nell'Associazione Sportiva Vicenza nel 1989-90. In quella stagione ha totalizzato 764 punti in 30 partite di campionato. Con Vicenza ha vinto quattro titoli italiani. In Italia, ha vestito la maglia anche della P.C.R. Messina, nelle stagioni 1994-1995, 1995-1996 e 1996-1997.
Ha giocato anche con le Cleveland Rockers nella WNBA.
Saltatrice filiforme e agilissima, nel 1984 ha vinto la medaglia d'oro alle Olimpiadi di Los Angeles con la Nazionale statunitense. Dal 2006 fa parte della Women's Basketball Hall of Fame.

## Palmarès

### Squadra
- Torneo NCAA: 2
Louisiana Tech University: 1981, 1982
- Torneo Olimpico: 1
Nazionale statunitense: 1984
- Campionato italiano: 4
A.S. Vicenza: 1984-85, 1985-86, 1986-87, 1987-88

### Individuale
- NCAA Basketball Tournament Most Outstanding Player (1982)